# Jan de Rapper

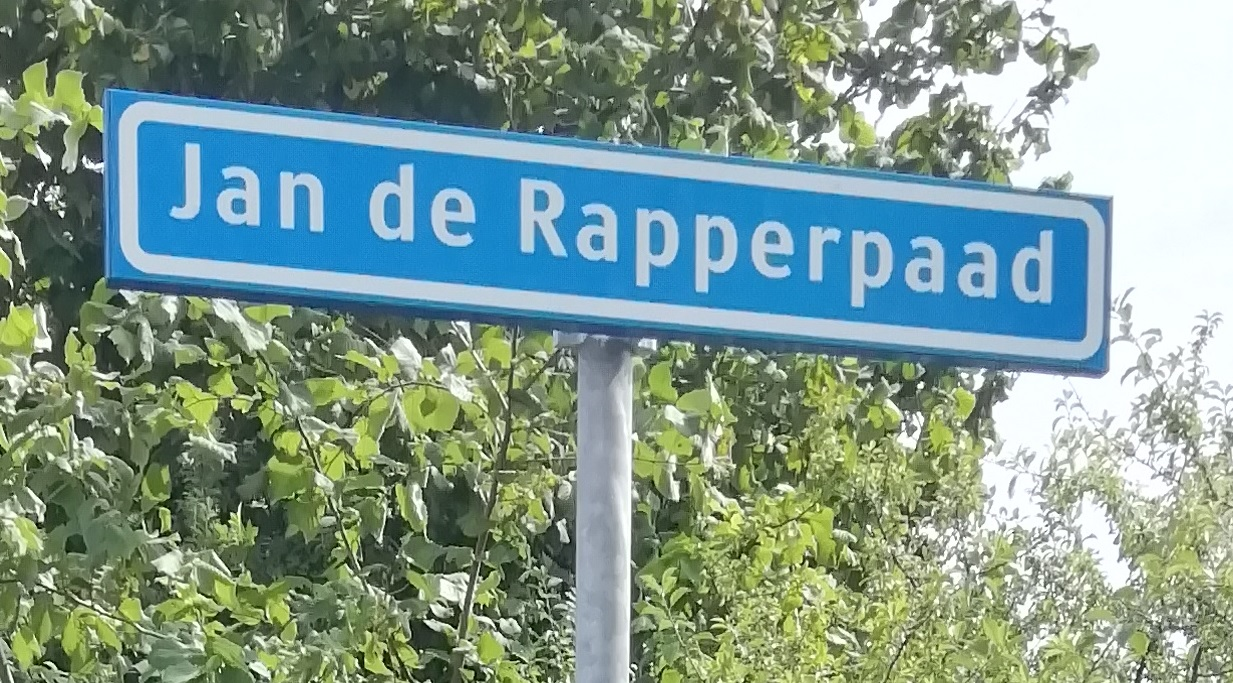
In 2020, vijfenzeventig jaar na het einde van de Tweede Wereldoorlog, heeft de gemeente Súdwest-Fryslân het 'Jan de Rapperpaad' in de wijk de Zwette te Sneek vernoemd naar Jan de Rapper.

Jan de Rapper (Bergum, 30 april 1907 - IJsbrechtum, 15 juni 1988) was een voetballer voor VV Black Boys, een Nederlands verzetsstrijder tijdens de Tweede Wereldoorlog in Groep Lever, behoorde tot de Binnenlandse Strijdkrachten en was ten slotte een bekende ondernemer in Sneek.

## Jeugd, opleiding en werk
De Rapper werd in 1907 geboren als tweede zoon van koperslager Marten de Rapper (1879-1963) en Tjitske Lourens (1882-1956) uit een gezin met 12 kinderen. 
Hij maakte alleen de lagere school af, maar volgde later lessen in taal, rekenen, elektra, radio, gas- en waterleiding. In 1936 trouwde hij met Grietje Smith (1917-2006). Ze kregen twee zoons: Marten de Rapper (1937-2018) en Jildert de Rapper (1944-1996). De Rapper werkte eerst als gas- en waterfitter en elektricien.
Zodra Willem Santema een zaak opende op Oud Kerkhof te Sneek, trad De Rapper in dienst als monteur. In 1941 opende Willem Santema een tweede pand aan de Oosterdijk 76 en werd De Rapper filiaalhouder. Het gezin van De Rapper woonde boven deze zaak.

## VV Black Boys

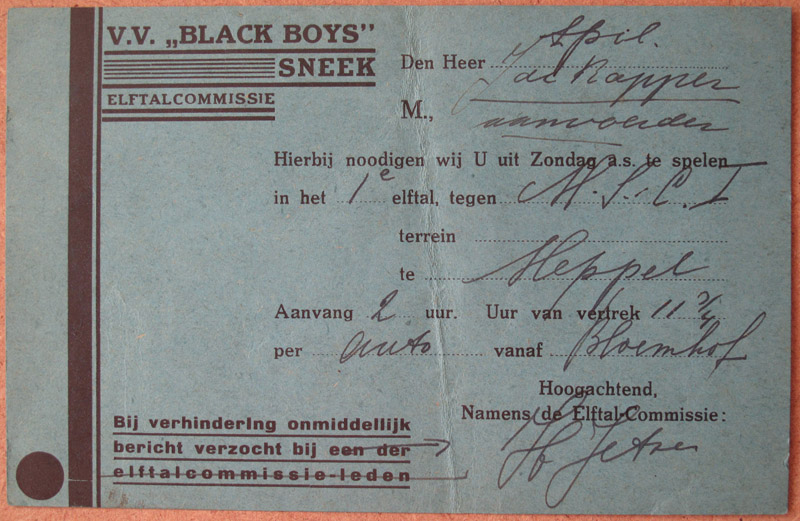
Oproepkaart van VV Black Boys voor Jan de Rapper, rond 1931

Jan de Rapper was in ieder geval van 1929 tot 1938 lid van voetbalvereeniging Black Boys te Sneek. Hij kwam uit voor het eerste elftal en werd opgesteld als middenvelder en was enige tijd aanvoerder. Op 14 mei 1931 behaalde hij met Black Boys het tweede klasserschap.
Na de oorlog degradeerde de vereniging. Zelf meldden de Black Boys in het jubileumboek in 1974 (Het gouden boek) dat na 1946 voor de vertrokken spelers of voor anderen, die zich te oud voelden, onder wie Jan de Rapper, geen gelijkwaardige vervangers waren te vinden en dat daardoor niet aan degradatie viel te ontkomen.

## Verzet en Groep Lever

### 1940-1945

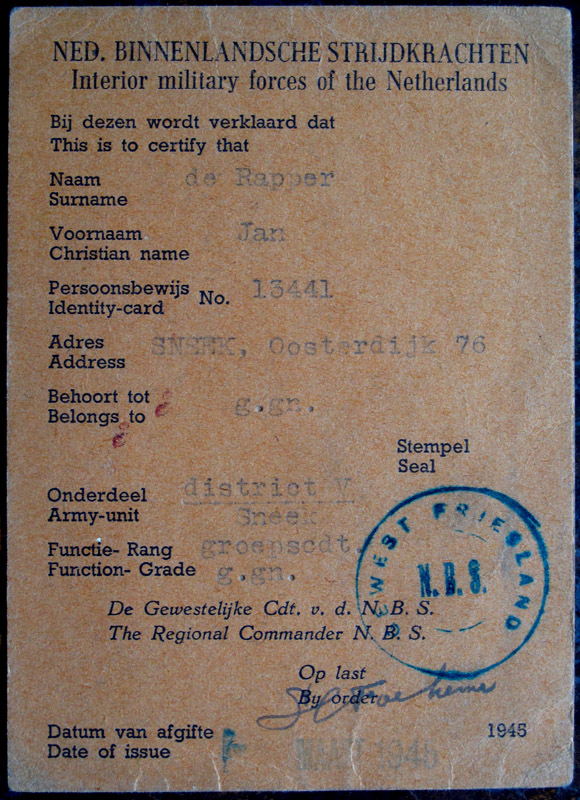
1945 Verklaring Ned. Binnenlandse Strijdkrachten Jan de Rapper Sneek

Het huis van De Rapper (de zaak van Willem Santema) aan de Oosterdijk 76 was een contactpunt van verzet voor Groep Lever en er werden wapens opgeslagen. Meermaals heeft De Rapper samen met Dick Brouwer (Bontje) met een bakfiets wapentransporten voor de NBS gedaan.
Op een avond in 1942 loodste De Rapper voor Willem Santema drie onderduikers langs de Duitsers en brengt ze naar het adres van zijn broer Douwe de Rapper. De man, vrouw en hun zoontje hebben hier 2,5 jaar ondergedoken gezeten en hebben de oorlog overleefd. 
Daarnaast had De Rapper een actieve rol in het verspreiden van illegale kranten, zoals Vrij Nederland, Trouw en Ons Volk den Vanderlant ghetrouwe.
Op 23 december 1943 werd Willem Santema opgepakt. Hij correspondeerde vanuit kamp Haaren met De Rapper.
Op 5 september 1944 werden bij Koninklijk Besluit de Binnenlandse Strijdkrachten opgericht. Maart 1945 ontving De Rapper de verklaring dat hij in de functie groepscdt onderdeel is van de Ned. Binnenlandsche Strijdkrachten van district Sneek, behorende tot g.gn.
Op zondag 15 april werd Sneek (en Friesland) bevrijd. De NBS-ers zaten op die zondag eerst in het hoofdkwartier: de oude HBS aan de Westersingel te Sneek. Een groepsfoto van de NBS-groep van Sneek die op de dag van de bevrijding in de HBS school zat, toont De Rapper op de derde rij rechts naast het midden. Zijn broer Douwe staat tweede van rechts in de bovenste rij. Later trokken de NBS-ers de stad in en rond de klok van vier had men alle strategische punten van de stad in handen.

### Na 1945
In 1946 ontving De Rapper een bericht van het Hoofd Gew. kantoor van de Sociale Dienst v. h. Ministerie van Oorlog, ondertekend door 1e Luitn. E. Bultsma, dat hij het herinneringsinsigne der B.S. ontvangt en een hierbij behorende oorkonde van Z.K.H Prins Bernard. In de handgeschreven brief van de Bevelhebber Nederlandse Strijdkrachten, Z.K.H Prins Bernard, werd De Rapper bedankt voor zijn toewijding en diensten die hij aan het land heeft betoond.
De Rapper ontving daarnaast voor zijn bewezen diensten aan de geallieerden een bedankbrief ondertekend door P. Windham-Wright, Major Officer Commanding.
Een op 1 juni 1946 gedateerde brief, ondertekend door Frank M. S. Johnson, Military Attache, bedankte De Rapper ook voor zijn hulp.
Op 9 augustus 1946 was De Rapper aanwezig bij de gedachtenissamenkomst te Vught op de fusilladeplaats van Willem Santema.
Bij het Joods Nationaal Fonds is in 1947 door de onderduikers die in 1942 langs de Duitsers zijn gesmokkeld voor De Rapper een boom geplant.
De Rapper was lid van de Vereeniging Friesland '40-'45 van het district en de gemeente Sneek.
In Sneek is er een wandelpad, het Jan de Rapperpaad in de wijk De Zwette, naar hem genoemd.

## Werk

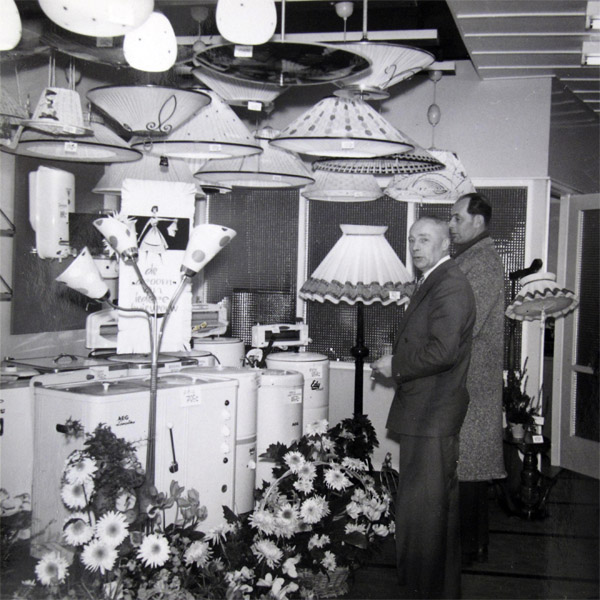
Foto van de winkel en eigenaar Jan de Rapper tijdens de opening van de zaak aan de Oosterdijk 76 te Sneek in 1957

Na 1945 zetten De Rapper en de vrouw van Willem Santema diens zaak nog enige jaren de zaak voort. Uiteindelijk nam De Rapper in 1949 in overleg de zaak aan de Oosterdijk over.
In 1950 werd de zaak ingeschreven bij de Centrale Ambachtsadministratie als elektrotechnisch installatiebedrijf, radioreparatiebedrijf, loodgieters-, koper- en blikslagers en sanitair installatiebedrijf.
In 1957 werd de zaak verbouwd en het oppervlak vergroot. Er volgde een feestelijke opening. Er was ruimte voor een winkel in witgoed en een werkplaats. Inmiddels waren er al 9 personen werkzaam in de zaak. Tot de klantenkring behoorde o.a. de Tonnema fabriek.
In 1962 werd de zaak verkocht aan voormalig werknemer Doede de Boer. De zaak verhuisde naar een tegenoverliggend pand aan de Oosterdijk 89 en is een markant herkenningspunt van Sneek geworden.

## Overige gebruikte bronnen
De overige bronnen zijn aangetroffen in de nalatenschap van De Rapper (aangehaald in volgorde van gebruik in bovenstaand artikel):
- Diploma's Werkend lid Voetbalvereeniging "Black Boys", (1929-1938)
- Oude wedstrijdoproepkaart "Black Boys" geadresseerd aan J. de Rapper, jaartal onbekend
- Joods Nationaal Fonds (1947), Bewijs/kaart, no. 784, 10 april
- Santema, W. (1944), brief aan 'allemaal', Haaren, 2 juni
- Santema, W. (1944), brief aan 'Vriend Jan', Haaren, ongedateerd maar waarschijnlijk juli of augustus
- Foekens, H. (1945), Verklaring lid g.gn district Sneek, Ned. Binnenlandsche Strijdkrachten (1945), maart
- E. Bultsma, E. (1946), brief, Hoofd Gew. kantoor van de Sociale Dienst v. h. Ministerie van Oorlog, Leeuwarden, april
- Bernard (1945), Oorkonde, Bevelhebber Nederlandse Strijdkrachten
- Windham-Wright, P. (1945) Brief, i.s. 9 (awards bureau) Holland 1940-1945
- Johnson, F. M.S. (1946), Brief, Office of the Military Attache to The Netherlands, The Hague, 1 juli
- Stichting "Trouwfonds" (1946), 9 augustus 1944 VUGHT 9 augustus 1946, in memoriam, 9 augustus
- Vereeniging Friesland '40-'45, jaartal onbekend, Bewijs van Lidmaatschap, district Sneek, gemeente Sneek
- Bewijs van Inschrijving Centrale Ambachtsadministratie, (1950), Scheveningen, 20 juni
- Kamer van koophandel en Fabrieken voor Friesland te Leeuwarden (1959), Aanvrage om een vergunning als bedoeld in art. 27, lid 1, van de vestigingswet bedrijven 1954, 26 april